# Rivière Dion (Les Sources)
Pour les articles homonymes, voir Dion.
La rivière Dion est un affluent de la rive est de la rivière Nicolet Sud-Ouest. Son cours traverse les municipalités de Saint-Camille, de Wotton et de Saint-Georges-de-Windsor, dans la municipalité régionale de comté (MRC) de Les Sources, dans la région administrative de l'Estrie, au Québec, au Canada.

## Géographie
Les principaux bassins versants voisins de la rivière Dion sont :
- côté nord : rivière Nicolet Centre, ruisseau l'Aunière ;
- côté est : rivière Nicolet Centre, ruisseau Weedon, rivière Saint-François ;
- côté sud rivière Madeleine, rivière Saint-Camille, rivière Nicolet Sud-Ouest ;
- côté ouest : rivière Nicolet Sud-Ouest.

La rivière Dion s'alimente de divers ruisseaux agricoles et forestiers dans le 6e rang de la municipalité de Saint-Camille. Cette zone de tête est située au nord du village de Saint-Camille, du côté nord de la route du 6e rang et au sud-ouest de Ham-Sud.
À partir de sa zone de tête, la rivière Dion coule vers le sud-ouest en coupant le chemin du 6e rang, la route 255 et le chemin du 2e rang.
La rivière Dion se déverse sur la rive est de la rivière Nicolet Sud-Ouest. Sa confluence est située en aval de la confluence du ruisseau Saint-Camille et en amont du ruisseau l'Aulnière.

## Toponymie
Le terme Dion constitue un patronyme de famille d'origine française.
Le toponyme Rivière Dion a été officialisé le 7 novembre 1985 à la Commission de toponymie du Québec.